# Gudar och människor
Gudar och människor (fransk originaltitel: Des hommes et des dieux) är en fransk film från 2010 i regi av Xavier Beauvois.

## Handling
Sju trappistmunkar lever i ett kloster i Tibhirine i norra Algeriet. De lever i lugn och frid med den omgivande muslimska befolkningen. De ber, utför sina dagliga sysslor och hjälper den fattiga ortsbefolkningen så gott de kan. En dag dyker muslimska terrorister upp i trakten och hotar klostret. Munkarna överväger då om de skall stanna kvar och riskera att dödas eller om de skall lämna klostret.